# Acord de fi d'hostilitats de l'Alt Karabakh de 2020

L'acord de pau a l'Alt Karabakh (o l'acord de l'alto el foc) a l'Alt Karabakh és un acord trilateral que posa fi la guerra de l'Alt Karabakh de 2020. L'acord, considerat per alguns un acord de pau i per altres un armistici fou signat per les dues parts bel·ligerants; Armènia i l'Azerbaidjan, i també per part d'un dels països que feia de mediador, Rússia. L'acord va suposar la fi de totes les hostilitats a la regió disputada de l'Alt Karabakh a partir de les 0:00h (UTC+03:00) del 10 de novembre de 2020. El president de la República d'Artsakh, Arayik Harutyunyan, també va acceptar la fi de les hostilitats.

L'Azerbaidjan fora de la zona disputada.
Armènia.
Àrees conquerides par l'Azerbaidjan abans el 10 de novembre.
Districte de Kəlbəcər: evacuada per Armènia el 25 de novembre.
Districte d'Ağdam: evacuada per Armènia el 20 de novembre.
Districte de Laçın: evacuada per Armènia l'1 de desembre.
Part de l'Alt Karabakh fora de l'acord de pau.
El passadís de Laçın, amb militars russos.
Les dues carreteres d'accés a l'Alt Karabakh.
La nova carretera de circumval·lació de Xuixi/Şuşa.
Nous enllaços de transport azerbaidjanès a través d'Armènia.
La línia de contacte militar abans el conflicte.
Altres àrees reclamades per l'Artsakh.

## Context
La represa de les hostilitats entre l'Azerbaidjan i l'autoproclamada República d'Artsakh, amb el suport d'Armènia, va començar el 27 de setembre de 2020. L'Azerbaidjan va realitzar diversos avanços territorials durant les sis setmanes següents, que van culminar amb la captura de la ciutat estratègicament important de Shusha i van impulsar a totes dues parts a acordar un acord de fi d'hostilitats el 9 de novembre de 2020.

## Acord
L'acord fou signat pel President de l'Azerbaidjan Ilham Alíev, el Primer Ministre d'Armènia Nikol Paixinian i el President de Rússia Vladímir Putin i comptava el suport del president de l'autoproclamada República d'Artsakh, Arayik Harutyunyan.
Segons l'acord, totes dues parts bel·ligerants es van comprometre a intercanviar presoners de guerra i cadàvers. A més, les forces armènies havien de retirar-se dels territoris controlats pels armenis dels voltants de l'Alt Karabakh abans de l'1 de desembre. Una força de manteniment de la pau de Rússia d'aproximadament 2.000 efectius de les forces terrestres russes havia de desplegar-se a la regió durant un mínim de cinc anys, sent una de les seves tasques la protecció del corredor de Lachin, que uneix Armènia amb la regió de l'Alt Karabakh. A més, Armènia es va comprometre a «garantir la seguretat» del pas entre el territori continental de l'Azerbaidjan i el seu exclavament de Nakhtxivan a través d'una franja de terra a la província armènia de Siunik. Les tropes frontereres del Servei Federal de Seguretat (FSB) exercirien el control de la circulació.

## Reaccions internacionals

### Organitzacions
- Unió Europea - L'Alt representant Josep Borrell va acollir amb satisfacció el cessament de les hostilitats i va esperar que la continuació de les negociacions conduís a un acord sostenible.[9]
- Consell Turc - El Secretari General va felicitar a l'Azerbaidjan pel seu «assoliment històric d'alliberar els seus territoris ocupats i restaurar la sobirania sobre ells».[10]
- Nacions Unides - Un portaveu del Secretari General: «El Secretari General se sent alleujat que s'hagi arribat a un acord sobre el cessament de les hostilitats. El nostre enfocament constant ha estat el benestar dels civils, l'accés humanitari i la protecció de les vides, i esperem que això s'aconsegueixi ara d'acord amb els importants esforços anteriors dels copresidents [del Grup] de Minsk».[11]

### Estats
- França - El ministre d'Afers exteriors va declarar que el cessament de les hostilitats era crucial, va instar a l'Azerbaidjan a respectar els termes de l'acord i va afirmar la seva amistat amb Armènia.[12]
- Geòrgia - La presidenta Salomé Zourabichvili va felicitar a Armènia i l'Azerbaidjan per acordar el cessament de les hostilitats, va oferir les seves condolences a les famílies de les víctimes de la guerra i va desitjar que s'iniciï una nova era al Caucas Sud.[13]
- Iran - El ministeri d'Afers exteriors va acollir amb beneplàcit l'acord i va confiar que condueixi a un acord definitiu que preservi la pau a la regió.[14]
- Moldàvia - El ministeri d'Afers exteriors i Integració Europea va comunicar que el país acollia els acords amb satisfacció i que Moldàvia donava suport a la cerca d'una solució pacífica duradora a la regió basada en les normes i principis internacionals.[15]
- Pakistan - El ministre d'Afers exteriors va emetre un comunicat en el qual deia: «Felicitem el govern i al poble germà de l'Azerbaidjan per l'alliberament dels seus territoris».[16]
- Rússia - El president Vladimir Putin va declarar: «Suposem que els acords aconseguits establiran les condicions necessàries per a la solució duradora i de ple dret de la crisi d'Alt Karabakh sobre la base de la justícia i en benefici dels pobles armeni i azerbaidjanès».[4]
- Turquia - El ministre d'Afers exteriors, Mevlüt Çavuşoğlu, va felicitar a l'Azerbaidjan després de la signatura de l'acord.[17]
- Regne Unit - El ministre d'Afers exteriors, Dominic Raab, va acollir amb satisfacció l'acord i va animar a totes dues parts a continuar treballant per a aconseguir una solució duradora al conflicte.[18]